# Acido neridronico
L'acido neridronico o neridronato è una molecola appartenente alla classe dei bifosfonati utilizzata per il trattamento dell'osteogenesi imperfetta, della malattia ossea di Paget e dell'algodistrofia. In Italia il farmaco è venduto dalla società farmaceutica Abiogen Pharma con il nome commerciale di Nerixia nella forma farmaceutica di soluzione per infusione.

## Farmacodinamica
Neridronato inibisce il riassorbimento osseo senza modificare il processo di mineralizzazione. L'inibizione del riassorbimento osseo determina una prevalenza dei processi di osteosintesi con una riduzione dell'afflusso di calcio nell'ambiente extracellulare ed un temporaneo incremento della secrezione di paratormone (PTH). L'insorgenza di iperparatiroidismo secondario contrasta l'ipocalcemia aumentando la sintesi di calcitriolo e stimolando l'assorbimento di calcio a livello del tratto gastrointestinale.

## Farmacocinetica
Nel ratto dopo somministrazione endovenosa di 10 mg/kg la concentrazione plasmatica massima (Cmax) di 0,06 mg/ml viene raggiunta subito dopo la somministrazione. Il 30% circa del farmaco viene escreto nelle urine entro 24 ore dalla somministrazione.
Nell'uomo una dose di neridronato da 25 mg viene completamente assorbita dopo somministrazione intramuscolare. L'emivita di eliminazione del farmaco è di circa 7 ore.

## Tossicologia
La LD50 nel topo per via endovenosa è pari a 55,5 mg/kg e nel ratto, sempre per via endovenosa è di 49 mg/kg.

## Usi clinici
Negli adulti e nei bambini l'acido neridronico viene utilizzato per il trattamento della osteogenesi imperfetta. Nell'adulto viene anche utilizzato per la terapia della malattia ossea di Paget.
Negli ultimi anni alcune ricerche hanno dimostrato la sua efficacia anche contro la algodistrofia.

## Effetti collaterali ed indesiderati
Neridronato somministrato per via parenterale può determinare un aumento della temperatura corporea. Questo effetto è stato segnalato anche per altre molecole della classe dei bifosfonati.
In alcuni pazienti a seguito della somministrazione è stata segnalata l'insorgenza di una sindrome simil-influenzale, caratterizzata da febbre, malessere generale, brividi, artralgia, mialgia e dolori ossei.
Questo effetto indesiderato tende a regredire spontaneamente nel giro di poche ore o giorni, ed normalmente non si rende necessario nessun trattamento specifico. Localmente dopo somministrazione per via intramuscolare può verificarsi un leggero dolore nel sito di iniezione.

## Controindicazioni
Il farmaco è controindicato nei soggetti con ipersensibilità nota al principio attivo oppure ad un altro farmaco del gruppo dei bifosfonati, od ancora ad uno qualsiasi degli eccipienti. È inoltre controindicato in caso di insufficienza renale grave (clearance della creatinina minore di 30 ml/min) nelle donne in stato di gravidanza e nelle donne che allattano al seno.

## Dosi terapeutiche
Negli adulti la dose varia da 25 mg a 100 mg per via endovenosa. In genere è consigliato attenersi ad una dose pari a 2 mg/kg di peso corporeo ogni 3 mesi. La dose endovenosa deve essere infusa lentamente diluendo il farmaco in 500 ml di soluzione fisiologica (cloruro di sodio 0,9%).
Alternativamente la dose totale può essere suddivisa in dosi da 25 mg somministrabili per via intramuscolare fino a 4 giorni consecutivi, ogni 3 mesi.

## Sovradosaggio
In caso di sovradosaggio da acido neridronico è possibile che si sviluppi una ipocalcemia clinicamente rilevante. La somministrazione per via endovenosa di calcio gluconato può correggere il disturbo metabolico e ripristinare adeguati livelli ematici dell'elemento.

## Interazioni
- Aminoglicosidi: possibile riduzione della calcemia per periodi di tempo prolungati.